# 本田入口

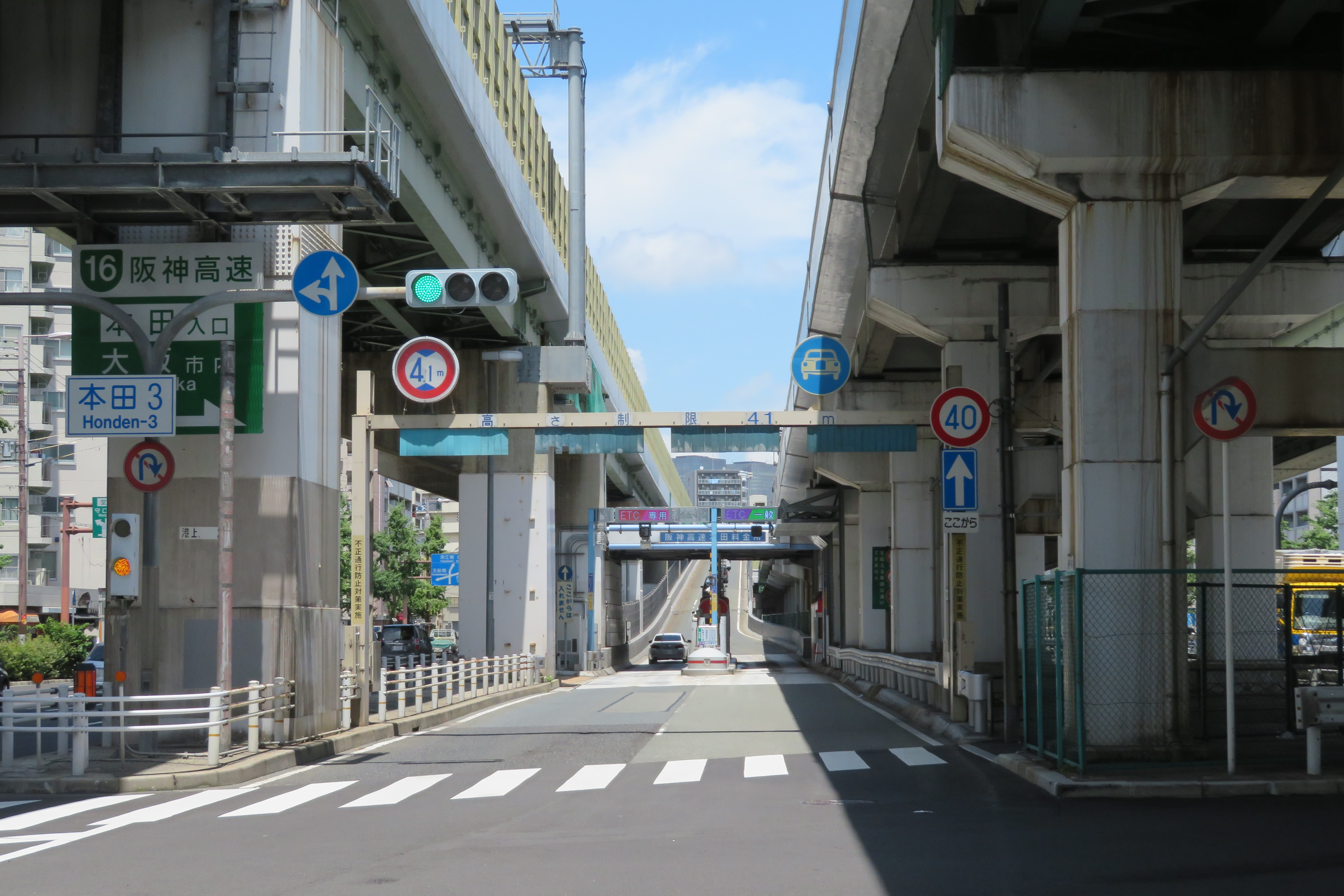
本田入口

本田入口（ほんでんいりぐち）は、大阪府大阪市西区の阪神高速道路16号大阪港線の入口。1号環状線方面のみ入口のあるハーフICである。九条出口とセットになっている。

## 道路
- 阪神高速16号大阪港線 (16-04)

## 接続する道路
- 中央大通

## 周辺
- 地下鉄中央線九条駅
- 国道172号
- 木津川
- 安治川
- 大阪ドーム

## 隣
阪神高速16号大阪港線
(16-02) 西長堀出入口 - (16-03) 九条出口 - (16-04) 本田入口 - (16-05) 波除出入口